# Fontaine-Mâcon
Fontaine-Mâcon è un comune francese di 618 abitanti situato nel dipartimento dell'Aube nella regione del Grand Est.

## Storia

### Simboli
Lo stemma è stato adottato nel 2023. La banda d'oro su campo rosso è ripresa dallo stemma della famiglia Noailles (di rosso, alla banda d'oro), le catene da quello dei Navarra, l'azzurro e le cotisse dall'emblema dei conti di Champagne, famiglie che hanno segnato la storia del luogo. La strada mattonata (in francese maçonnée) fa riferimento alla strada romana che attraversa il comune, ma anche al toponimo Fontaine-Mâcon, così come la fontana.

## Società

### Evoluzione demografica
Abitanti censiti